# Kalangala
Kalangala è un centro abitato dell'Uganda, situato nella Regione centrale.